# Abdul Aziz
Abdul Aziz, detto lo Sfortunato (in turco ottomano: عبد العزيز, Abdülaziz; Istanbul, 8 febbraio 1830 – Palazzo Feriye, 4 giugno 1876), è stato il 32º sultano dell'impero ottomano.
Regnò dal 25 giugno 1861 al 30 maggio 1876.
Era figlio del sultano Mahmud II e succedette al fratello Abdul Mejid I nel 1861.

## Biografia
Nacque l'8 febbraio 1830.

### L'istruzione occidentale e l'ammirazione per l'Europa
Abdul Aziz - pur avendo ricevuto un'educazione ottomana - era un fervido ammiratore dei progressi scientifici e tecnici europei. Si interessava di letteratura ed era un compositore di musica classica: alcune delle sue composizioni sono state raccolte nell'album "Musica europea alla corte ottomana" dell'Accademia di musica della corte ottomana di Londra. Rimase impressionato dai musei di Londra, Parigi e Vienna, tanto che provò a istituire un museo archeologico anche a Costantinopoli.

### Le riforme durante il regno
Abdul Aziz improntò la sua attività nel tentativo di modernizzare in chiave europea il suo paese: oltre alle riforme in campo amministrativo e dell'istruzione molto importante risultò l'ammodernamento della Marina ottomana: nel 1875 la flotta dell'impero aveva ventuno corazzate e altri centosettantatré tipi di navi da guerra, divenendo così la terza marina da guerra dopo quelle britannica e francese.
Durante il suo regno si costruì inoltre la prima rete ferroviaria dell'impero ottomano, e la stazione di Sirkeci a Istanbul, termine dell'Orient Express.
Le opere di ammodernamento del Paese furono rese possibili grazie al supporto economico di molte nazioni europee, che investirono notevoli quantità di denaro in progetti di lunga scadenza e infrastrutture. Questo fatto ebbe una ripercussione non indifferente, in quanto rese l'impero ottomano di fatto dipendente economicamente e politicamente da tali nazioni.

### Il declino e la morte
Fu proprio durante il regno di Abdul Aziz che si sviluppò il movimento dei Giovani ottomani da cui in seguito si formerà il movimento ben più noto dei Giovani Turchi: intellettuali, ufficiali dell'esercito e politici, tutti di stampo progressista, fecero pressione per modernizzare ulteriormente il Paese, riducendo la burocrazia, riformando la struttura dell'esercito e proponendo un governo democratico. Inizialmente il sultano lasciò un certo spazio a tali correnti, con cui condivideva le idee di modernizzazione e occidentalizzazione del Paese.
Dopo il 1871 Abdul Aziz impresse però al Paese una svolta reazionaria e autocratica, rifiutando fermamente la concessione di una costituzione; questa linea fu largamente contestata dai Giovani ottomani, e indebolì la posizione del sovrano. Nello stesso periodo, gli anni settanta del XIX secolo, l'economia dell'impero ottomano conobbe una profonda crisi, dovuta anche alla fortissima penetrazione economica delle potenze europee, e la caduta del sultano si fece sempre più probabile. Il 29 maggio 1876 Abdul Aziz fu deposto da un gruppo di ufficiali e pochi giorni dopo fu trovato morto, ufficialmente per suicidio.

## Famiglia
L'harem di Abdül Aziz era noto perché, malgrado la schiavitù nell'impero fosse già stata abolita, sua madre Pertevniyal Sultan continuava a mandarvi ragazze schiave provenienti dalle zone del Caucaso.

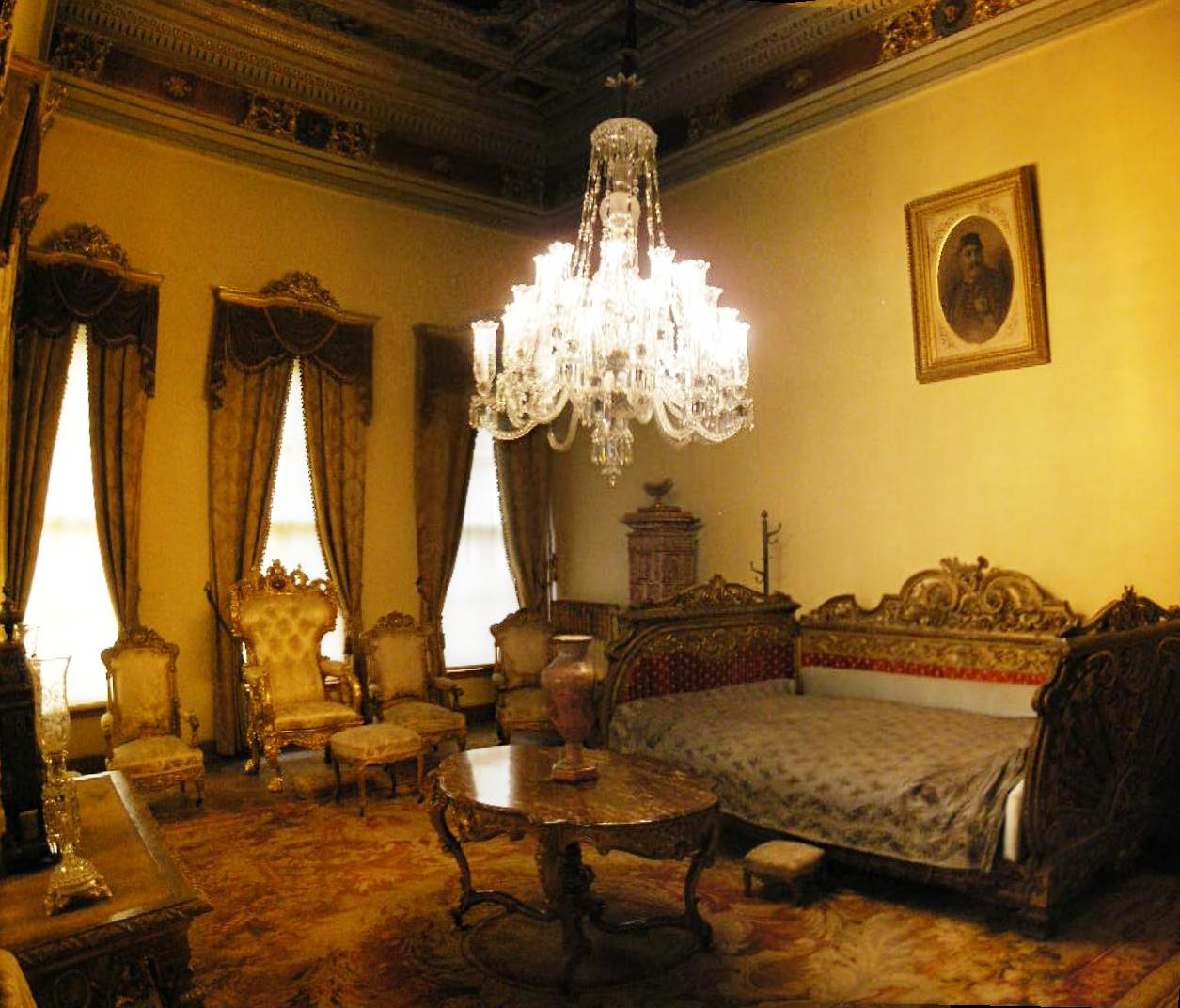
Stanza da letto del sultano Abdul Aziz al Palazzo di Dolmabahçe

### Consorti
Abdül Aziz ebbe sei consorti:
- Dürrinev Kadin (15 marzo 1835 - 4 dicembre 1895). BaşKadin. Chiamata anche Dürrunev Kadın. Georgiana, nata Principessa Melek Dziapş-lpa, prima di diventare consorte di Abdül Aziz era una dama di compagnia di Servetseza Kadin, BaşKadin di Abdülmecid I. Ebbe due figli e una figlia.
- Edadil Kadin (1845 - 12 dicembre 1875). Seconda Kadın. Era abcasa, nata principessa Aredba. Apprezzata da Pertevniyal Sultan e Adile Sultan, divenne consorte di Abdül Aziz al momento della sua ascesa al trono. Ebbe un figlio e una figlia.
- Hayranidil Kadin (2 novembre 1846 - 26 novembre 1895). Seconda Kadın dopo la morte di Edadil. Forse di origine schiava. Ebbe un figlio e una figlia.
- Neşerek Kadin (1848 - 11 giugno 1876). Terza Kadın. Chiamata anche Nesrin Kadın o Nesteren Kadin. Circassa, nata a Sochi come principessa Zevş-Barakay. Ebbe un figlio e una figlia.
- Gevheri Kadin (8 luglio 1856 - 6 settembre 1884). Quarta Kadın. Era abcasa e il suo nome originale era Emine Hanim. Ebbe un figlio e una figlia.
- Yıldız Hanim. BaşIkbal. Sorella di Safinaz Nurefsun Kadın, una consorte di Abdülhamid II. Ebbe due figlie.

Oltre a esse Abdül Aziz progettò di sposare la principessa egiziana Tawhida Hanim, figlia del chedivè d'Egitto Isma'il Pasha. Il suo Gran Visir, Mehmed Füad Paşah, era contrario al matrimonio e scrisse una nota per il sultano, in cui spiegava che il matrimonio sarebbe stato politicamente controproducente e avrebbe dato un vantaggio eccessivo all'Egitto. Tuttavia il Gran Ciambellano, invece di consegnare la nota al sultano, gliela lesse in pubblico, umiliandolo. Anche se il progetto matrimoniale fu abbandonato Füad venne licenziato per l'incidente.

### Figli
Abdül Aziz ebbe sei figli:
- Şehzade Yusuf Izzeddin (11 ottobre 1857 - 1 febbraio 1916) - con Dürrinev Kadın. Figlio favorito del padre, nacque quando Abdül Aziz era ancora principe e perciò venne tenuto nascosto fino alla sua salita al trono. Durante il suo regno Abdül Aziz tentò, senza successo, di cambiare la legge di successione per permettergli di ereditare il trono. Ebbe sei consorti, due figli e due figlie.
- Şehzade Mahmud Celaleddin (14 novembre 1862 - 1 settembre 1888) - con Edadil Kadin. Fu viceammiraglio, pianista e flautista. Era il nipote favorito di Adile Sultan, che gli dedicò diversi componenti poetici. Ebbe una consorte ma nessun figlio.
- Şehzade Mehmed Selim (28 ottobre 1866 - 21 ottobre 1867) - con Dürrinev Kadın. Nato e morto a Palazzo di Dolmabahçe, sepolto nel mausoleo Mahmud II.
- Abdülmecid II (29 maggio 1868 - 23 agosto 1944) - con Hayranidil Kadin. Non divenne mai sultano a causa dell'abolizione del Sultanato nel 1922, e fu l'ultimo califfo dell'impero ottomano.
- Şehzade Mehmed Şevket (5 giugno 1872 - 22 ottobre 1899) - con Neşerek Kadın. Rimasto orfano di entrambi i genitori a quattro anni, venne accolto a Palazzo Yıldız da Abdülhamid II, che lo crebbe con i suoi figli. Ebbe una consorte e un figlio.
- Şehzade Mehmed Seyfeddin (22 settembre 1874 - 19 ottobre 1927) - con Gevheri Kadin. Rimasto orfano di padre, venne accolto dal suo fratellastro Şehzade Yusuf Izzeddin. Vice ammiraglio e musicista. Ebbe quattro consorti, tre figli e una figlia.

### Figlie
Abdül Aziz ebbe sette figlie:
- Fatma Saliha Sultan (10 agosto 1862 - 1941) - con Dürrinev Kadın. Si sposò una volta ed ebbe una figlia.
- Nazime Sultan (25 febbraio 1866 - 9 novembre 1947) - con Hayranidil Kadin. Si sposò una volta ma non ebbe figli.
- Emine Sultan (30 novembre 1866 - 23 gennaio 1867) - con Edadil Kadin. Nata e morta a Palazzo di Dolmabahçe. Sepolta nel mausoleo Mahmud II.
- Esma Sultan (21 marzo 1873 - 7 maggio 1899) - con Gevheri Kadin. Orfana di padre a tre anni, venne accolta con sua madre dal fratellastro Şehzade Yusuf Izzeddin. Si sposò una volta ed ebbe quattro figli e una figlia. Morì di parto.
- Fatma Sultan (1874 - 1875) - con Yıldız Hanim. Nata e morta a Palazzo Dolmabahçe, sepolta nel mausoleo Mahmud II.
- Emine Sultan (24 agosto 1874 - 29 gennaio 1920) - con Neşerek Kadın. Orfana di entrambi i genitori a due anni, venne accolta dal fratellastro Şehzade Yusuf Izzeddin. Si sposò una volta ed ebbe una figlia.
- Münire Sultan (1876/1877 - 1877) - con Yıldız Hanim. Nata postuma e morta neonata.